# Museo Bellver
El museo Bellver, denominado oficialmente Casa Fabiola-Donación Mariano Bellver mientras no obtenga la catalogación oficial de museo, es un espacio museístico en la ciudad de Sevilla que expone la colección de más de 500 obras de arte que el coleccionista Mariano Bellver donó al Ayuntamiento de Sevilla y en la que destaca la pintura costumbrista sevillana.
Se encuentra situado en la denominada «Casa Fabiola», un reformado palacete del siglo XVI en el centro de la ciudad, y dispone de 13 salas expositivas. Su apertura oficial se realizó el 11 de octubre de 2018, un mes antes del fallecimiento del donante.

## Colección Bellver

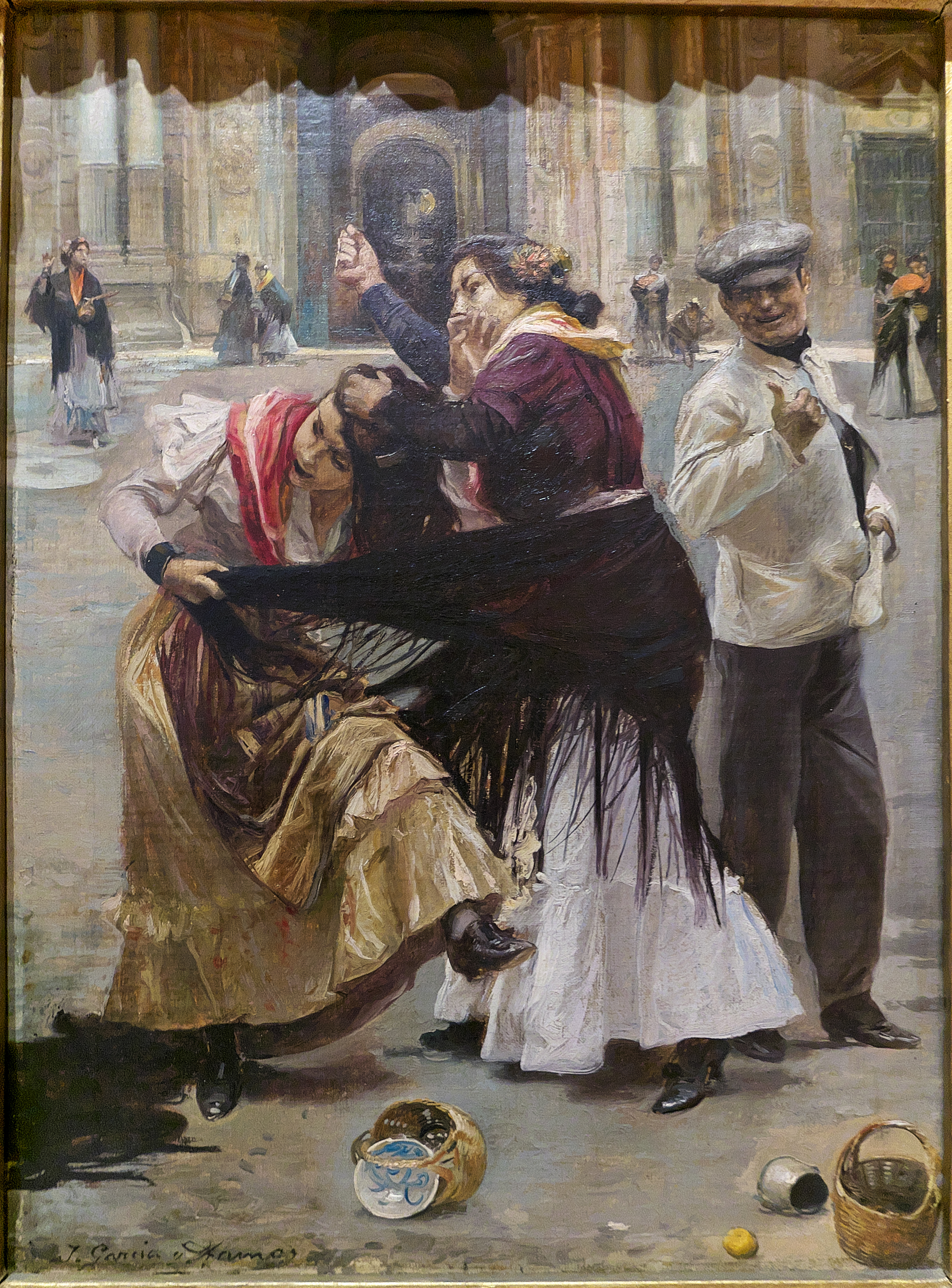
Pelea de cigarreras de José García Ramos.

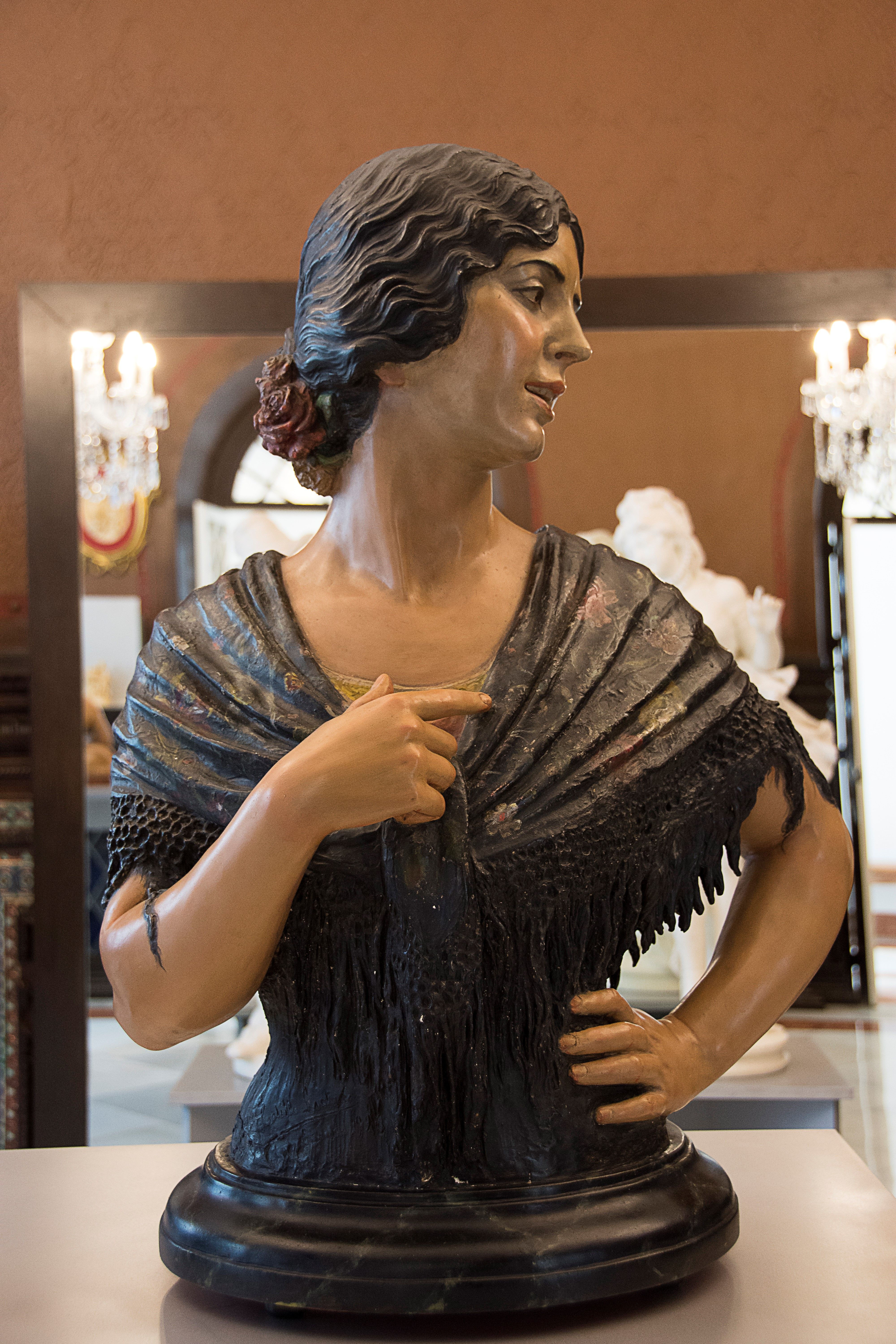
Escultura Andaluza de Castillo Lastrucci.

El coleccionista de arte Mariano Bellver decidió en el año 2000 donar sus obras a Sevilla, ciudad en la que residía desde 1940. La colección, en principio iba a ser cedida a la Junta de Andalucía para ser exhibida en el palacio de Monsalves como extensión del Museo de Bellas Artes de Sevilla pero finalmente fue donada al Ayuntamiento de Sevilla en mayo de 2015, para ser expuesta inicialmente en el Pabellón Real del Parque de María Luisa y que a finales de 2016, el Ayuntamiento cambió por la Casa Fabiola como emplazamiento definitivo por adaptarse mejor a su finalidad.
El legado está compuesto por 567 obras de arte formada por 299 pinturas, 112 esculturas, 57 ﬁguras en marﬁl y hueso, 44 muebles, 42 piezas de porcelana y cerámica y 13 relojes. La cronología de la colección comienza en el siglo XVI y se centra en la pintura costumbrista sevillana, en la que destacan pintores españoles como José García Ramos, Sánchez Perrier, Gonzalo Bilbao, Manuel García y Rodríguez, Valeriano Domínguez Bécquer, Ricardo López Cabrera, Antonio Cabral Bejarano, José Pinelo Llull, José Gutiérrez de la Vega. Entre los autores extranjeros figuran Pharamond Blanchard, Worms, o John Phillips. Constituye la colección más extensa existente de esta pintura. La exposición de las obras se artícula desde el patio central en la planta baja en la que se abren cuatro salas y en la primera en la que se disponen las salas 5 a 13. 
Su apertura oficial se realizó el 11 de octubre de 2018, un mes antes de que falleciera su mecenas, Mariano Bellver.

### Escultura y pintura religiosa
Una de las salas recrea lo que podría ser una capilla doméstica de una casa palacio, en la que se muestra arte religioso en distintas vertientes, en el que destaca una escultura de la Virgen de la Alcachofa, una pieza anónima de la escuela castellana del último tercio del siglo XVI, incluida en un retablo marco con columnas salomónicas de principios del siglo XVIII.

## Casa Fabiola

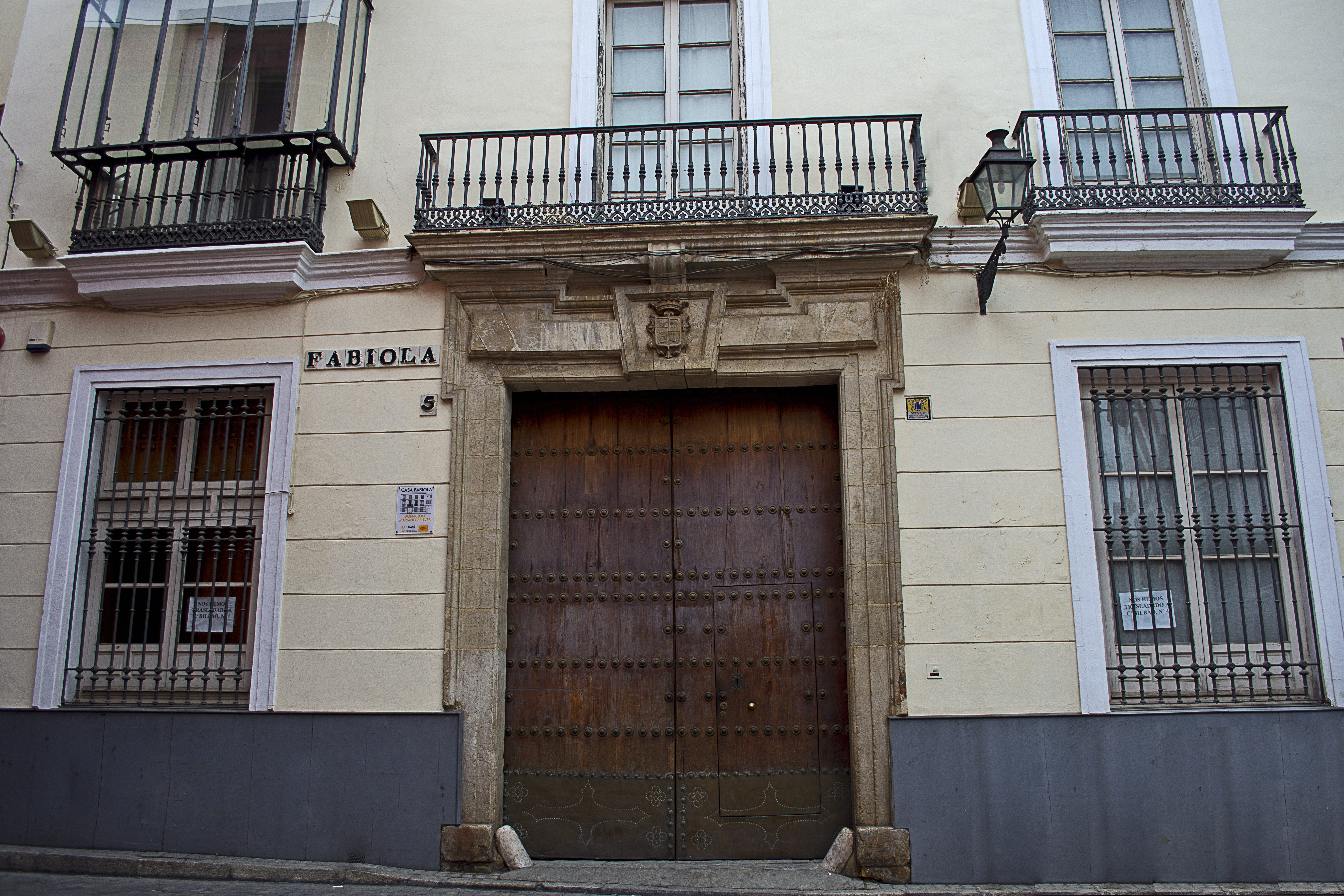
Fachada de la Casa Fabiola.

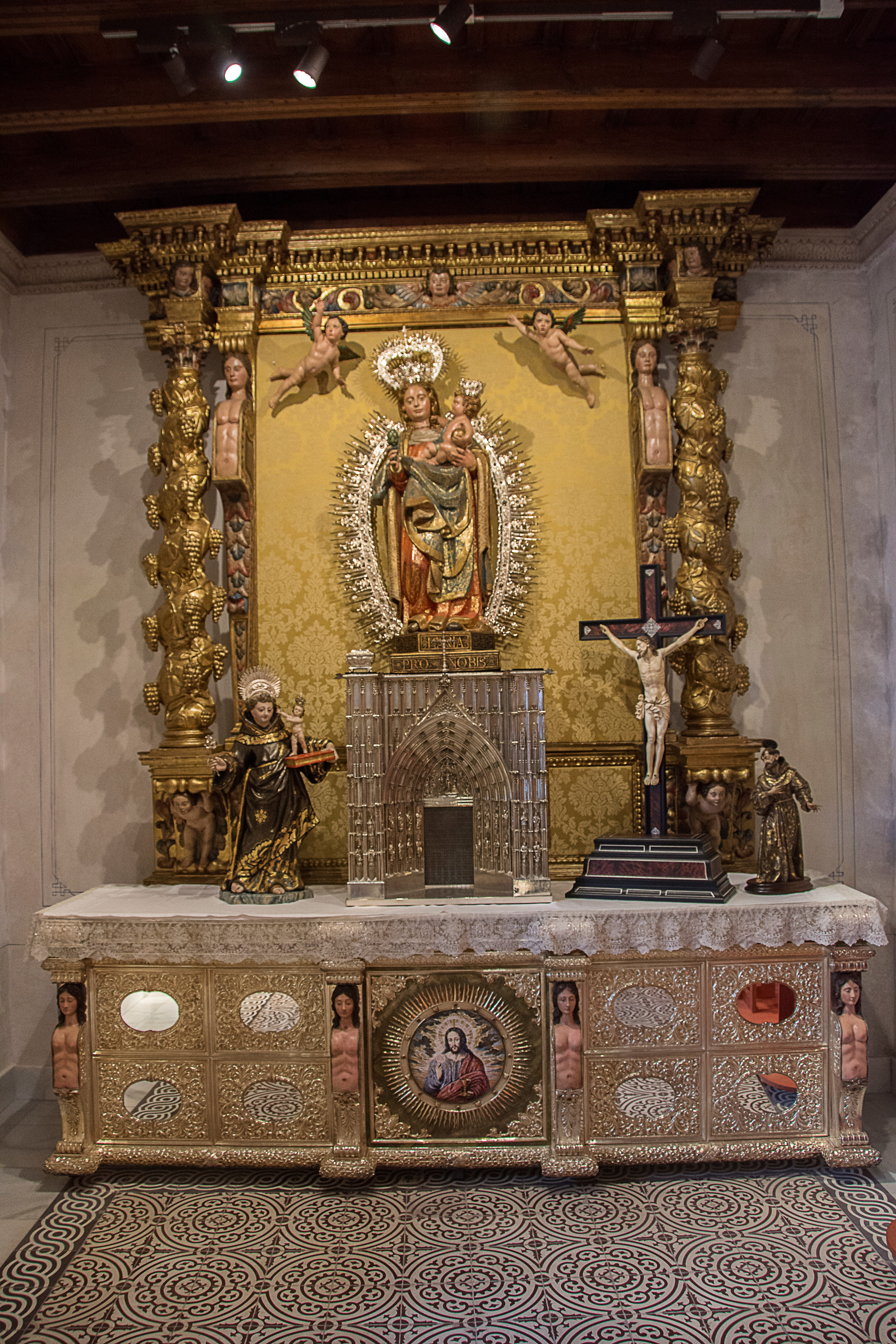
Retablo de la Virgen de la Alcachofa, obra anónima del.

El edificio de la Casa Fabiola que alberga la colección está situado en la calle Fabiola, en el casco histórico de la ciudad, cercano a la catedral y al Alcázar. Se trata de una casa palacio del siglo XVI, aunque ha sido muy reformada. La estructura actual data de finales del siglo XIX, cuando era propiedad de los marqueses de Ríos y mantiene la esencia de las casas palacio sevillanas de ese periodo, con un gran patio central, una galería a modo de claustro y una escalera principal revestida en mármol blanco italiano. En la primera planta se encuentra la zona más noble  del edificio, donde destaca el antiguo salón de baile. La construcción dispone de una superficie construida de 1.915 metros cuadrados, de la que más de 1.600 son útiles, distribuida en tres plantas y todo ello se encuentra enriquecido con destacados elementos de azulejería, artesonados en madera policromados, pinturas decorativas, estucos y suelos hidráulicos.
La casa fue adquirida por la familia Lara en el año 2000 y fue restaurada entre 2001 y 2002, para ser convertida en la sede de la fundación José Manuel Lara, que permaneció allí hasta 2008. En 2013, esta entidad la alquiló al Ayuntamiento de Sevilla, que la acomodó como oficinas municipales y finalmente en 2016 fue adquirida por el propio Ayuntamiento de la ciudad para instalar en ella la colección Bellver.
En esta casa nació en 1802 el arzobispo británico Nicolás Wiseman, ya que sus padres eran unos comerciantes irlandeses que se habían establecido en la ciudad de Sevilla. Wiseman llegó a ser primer cardenal arzobispo de la arquidiócesis de Westminster tras el restablecimiento de la jerarquía católica en Inglaterra y Gales en 1850. Escribió la novela Fabiola, publicada en 1854, que dio nombre a la casa y a la calle donde se encuentra.

## Secciones del museo
Es un conjunto homogéneo que abarca más de un siglo de pintura andaluza. Incluye obras de pintores españoles y de otros países que realizaron su actividad artística en Andalucía a lo largo del siglo XIX y primera parte del XX. Puede dividirse en siete secciones para su mejor comprensión.

### Pintores y viajeros

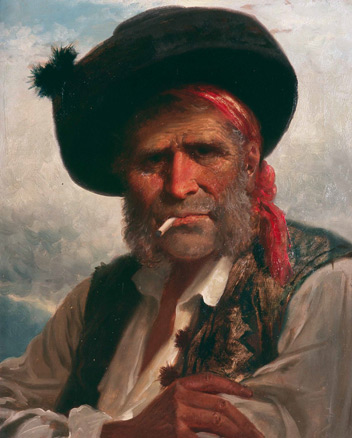
El viejo bandolero de Robert Kemm

Este apartado refleja la fascinación de diferentes pintores extranjeros que visitaron Andalucía y plasmaron en el lienzo sus escenas populares a partir 1830. Se trata de artistas de varias nacionalidades: ingleses, escoceses, franceses, estadounidenses y suecos.
Se presentan obras de Henri Pierre Pharamond Blanchard, John Haynes-Williams, Frans Wilhelm Odelmark, Jules Worms, John Phillip, Robert Kemm, George Henry Hall y Richard Ansdell.

### Costumbrismo romántico
Con obras de los siguientes artistas: Manuel García y Rodríguez, Manuel Rodríguez de Guzmán, Andrés Cortés Aguilar, José de la Vega Marrugal , Manuel Cabral Bejarano, Rafael Benjumea, José María Romero López, José Domínguez Bécquer, Antonio Mensaque Alvarado, Rafael Rocafull y Monfort, Francisco Cabral y Aguado Bejarano y José Roldán Martínez.

### Pintores andaluces en Italia

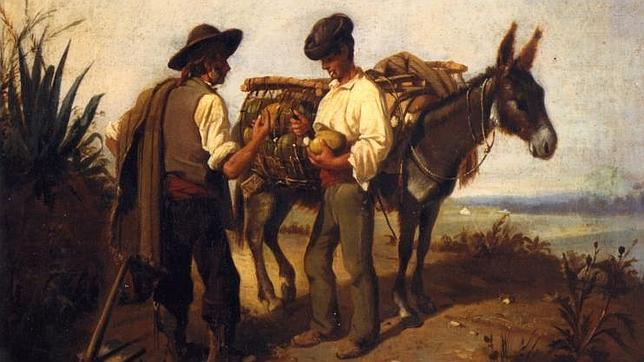
Calando el melón de Manuel Cabral y Aguado Bejarano (1864)

Incluye pinturas de los siguientes artistas: José María Chávez Ortiz, José Denis Belgrano, Manuel Cabral Bejarano, Enrique Cabral y Llano, Mariano Alonso Pérez, Andrés Parladé, Manuel Wssel de Guimbarda, José Pinelo Llull, Fernando Tirado Carmona, José Jiménez Aranda, Germán Álvarez Algeciras, Vicente Esquivel, Rafael Senet Pérez, Antonio Reyna Manescau, José Villegas Cordero, Salvador Sánchez Barbudo, Francisco Peralta del Campo y Juan Pablo Salinas Teruel.

### La huella de los maestros
Sebastián Gessa y Arias, José María Murillo y Bracho, Harry Humphrey Moore, José Arpa Perea, Antonio María Esquivel, José María Rodríguez de Losada, José Roldan Martínez, José de la Vega Marrugal. Alfonso Grosso Sánchez, José Gutiérrez de la Vega y Ángel María Cortellini.

### La pervivencia del costumbrismo
José Rico Cejudo, Manuel González Santos, Salvador Viniegra, Joaquín Turina y Areal, Nicolás Jiménez Alpériz, Juan Pablo Salinas Teruel, José Gallegos y Arnosa, Juan Bautista de Guzmán Orante, José García Ramos, José María Chávez Ortiz, Eugenio Álvarez Dumont, Germán Álvarez Algeciras, Manuel García Hispaleto, Manuel Cabral y Aguado Bejarano y Bernardo Ferrándiz Bádenes.

### Paisajes y vistas
Andrés Cortés y Aguilar, Antonio Cortés y Aguilar, Manuel Barron y Carrillo, José Pinelo Llull, José Montenegro Capell, Manuel García y Rodríguez, José Cañaveral, Javier Winthuysen, Francisco Hohenleiter Castro, Emilio Sánchez Perrier, François-Antoine Bossuet, José García Ramos, Enrique Roldán, Manuel Wssel de Guimbarda, José Lafita Blanco, José María Jardines y Ricardo López Cabrera.

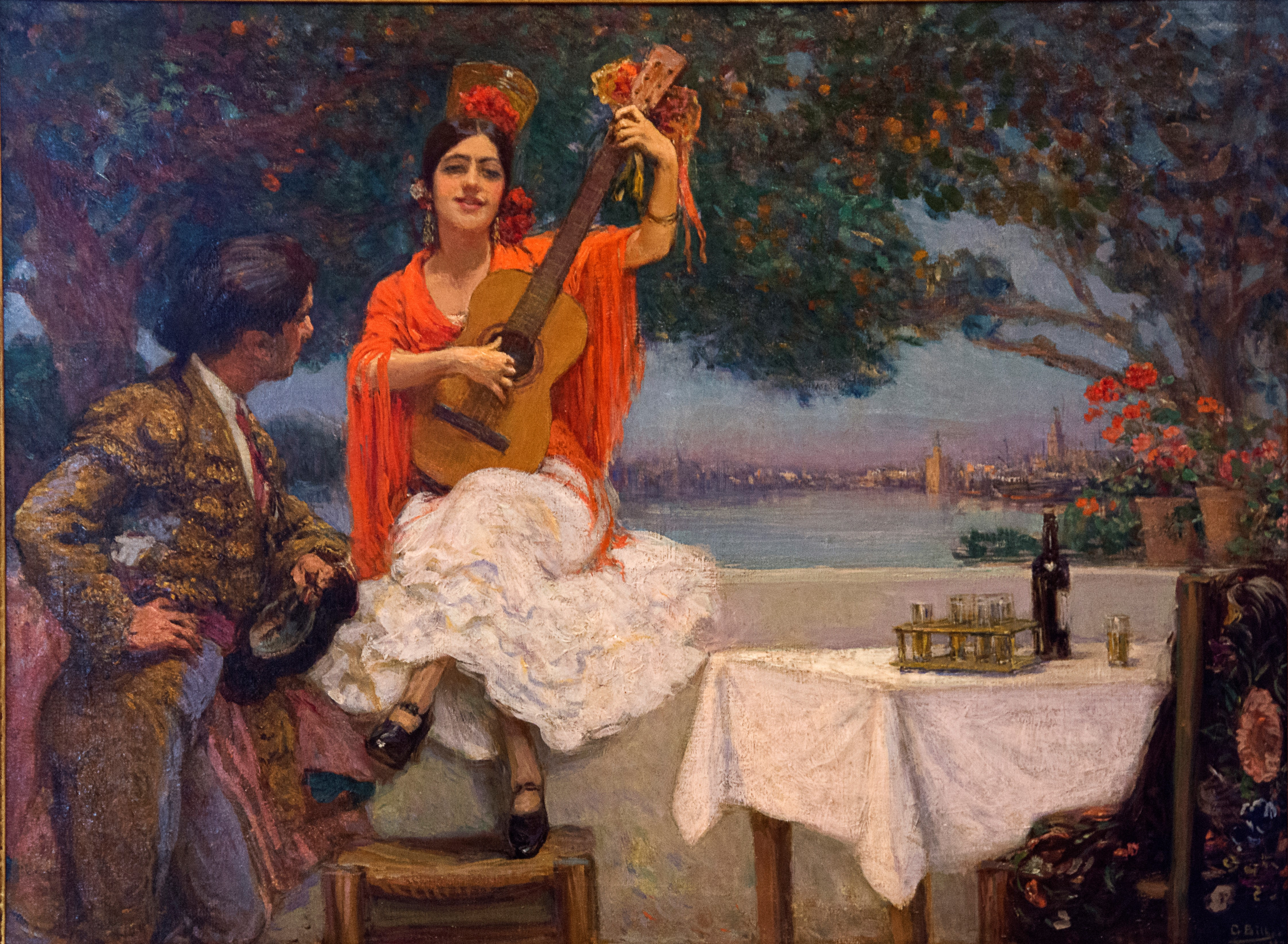
Gitana y torero con el Guadalquivir al fondo de Gonzalo Bilbao.

### Hacia una nueva sensibilidad
Eduardo León Garrido, Luis Jiménez Aranda, José García Ramos, Ricardo López Cabrera, Gonzalo Bilbao Martínez, Baldomero Romero Ressendi, Juan Rodríguez Jaldón, Nicolás Jiménez Alpériz.